# Manuel Marchena Gómez
|  | Aquest article tracta sobre el jutge. Vegeu-ne altres significats a «Marchena (desambiguació)». |

Manuel Marchena Gómez (Las Palmas de Gran Canaria, 1 de març de 1959) és un jutge espanyol, magistrat del Tribunal Suprem d'Espanya des de l'any 2007.

## Biografia
Va passar part de la seva infància a la ciutat d'Al-Aaiun, capital del Sàhara Espanyol (colònia espanyola entre 1958-1976) on estava destinat el seu pare, Joaquín Marchena Rodríguez, un sotsoficial de l'Exèrcit de Terra que va ser promocionat a capità de la Legió Espanyola.
Va cursar el Batxillerat a l'Institut General Alonso d'Al-Aaiun i al Col·legi Sant Ignasi de Loiola de Las Palmas de Gran Canaria. Es va llicenciar en Dret per la Universitat de Deusto, Bilbao, l'any 1981, obtenint en l'examen de grau la màxima qualificació, Matrícula d'Honor. Es va doctorar en Dret per la Universitat de La Laguna l'any 1991, amb la tesi "Delimitación constitucional del Ministerio Fiscal", obtenint també la màxima qualificació, apte cum laude.
El 2004, mitjançant el Reial decret 1479/2004, de 18 de juliol, va ser nomenat fiscal del Tribunal Suprem i adscrit a la Secció Penal, on romandria fins a 2007. Va ser nomenat per acord del Consell de Ministres de 8 de març de 2012, president de la comissió institucional per a l'elaboració d'una proposta de reforma de la Llei d'Enjudiciament Criminal.
Durant la seva actual etapa com a magistrat de la Sala Segona del Tribunal Suprem li han correspost com a ponent alguns assumptes d'interès mediàtic: l'obtenció fraudulenta de pensions en la Seguretat Social d'Andalusia (Cas Campanar); l'assassinat i abusos sexuals d'una menor per un delinqüent amb antecedents sexuals (Cas Mari Luz); els atacs contra el patrimoni municipal executat per membres de la corporació i altres persones (Cas saqueig de Marbella); la condemna d'un president del Parlament Basc que es va negar a acomplir una resolució del Tribunal Suprem (Cas Atutxa).
El setembre de 2014 va ser nomenat president de la Sala Segona del Tribunal Suprem per onze vots a favor, de la majoria conservadora, el grup català i el president del Suprem Carlos Lesmes. Es va imposar així a l'exfiscal general de l'Estat designat pel govern socialista Cándido Conde Pumpido, que va obtenir el suport dels set vocals socialistes, i al tercer candidat, el conservador Miguel Colmenero, que només va obtenir el suport del vocal proposat pel PNB.
Com a membre de la Sala de Causes Especials, va formar part del Tribunal que va desestimar la querella contra el president del Parlament pel seu suposat enriquiment (Cas Bono) i va ser ponent de les diligències obertes contra la presidenta del Tribunal Constitucional per un suposat delicte contra la funció pública per l'assessorament a una advocada. Marchena també va formar part de la Sala Penal que va condemnar a onze anys d'inhabilitació Baltasar Garzón per les escoltes del cas Gürtel i va ser el magistrat-instructor del procés penal obert per investigar els cobraments rebuts pel jutge Garzón durant la seva estada a Nova York. Procés penal que Marchena va arxivar posteriorment per haver prescrit.
En 2019 va presidir la Sala del Tribunal encarregat de jutjar els líders del procés independentista català. El 14 d'octubre de 2019 va publicar la sentència, de la que va ser ponent, condemnant per sedició, malversació i desobediència als acusats. Les penes van oscil·lar entre 9 i 13 anys de presó.
L'octubre de 2019 va renovar el seu càrrec de president al capdavant de la Sala Segona del Tribunal Suprem.

## Controvèrsies
L'any 2008, Marchena va ser el magistrat ponent de la Sala Segona del Tribunal Suprem que, canviant la denominada 'doctrina Botín', va inhabilitar i condemnar per desobediència els parlamentaris bascos, Juan Mari Atutxa, Gorka Knörr i Kontxi Bilbao, en el conegut com a cas Atutxa. El Suprem havia admès a tràmit el recurs de l'associació Manos Limpias contra la sentència absolutòria (gener de 2007) del Tribunal Superior de Justícia del País Basc (TSJPB) per uns fets succeïts l'any 2003. L'any 2013, el Tribunal Constitucional va rebutjar el recurs d'empara presentat pels parlamentaris bascos i va confirmar les seves inhabilitacions. El 2017, el Tribunal Europeu de Drets Humans (TEDH) va fallar contra l'estat espanyol per haver vulnerat el punt 6.1 del Conveni Europeu de Drets Humans que empara el dret a un judici just. El 2019, el Suprem va anul·lar definitivament la sentència condemnatòria de 2008 i va ordenar el retorn de les multes imposades.
El febrer de 2012, l'arxivament per prescripció del procés penal obert contra el jutge Garzon pels cobraments rebuts durant la seva estada a Nova York, va provocar que l'exfiscal anticorrupció, Carlos Jimenez Villarejo, que ja havia advertit reiteradament que el cas estava prescrit, declarés que: Marchena es un perfecto ignorante y tiene una absoluta mala fe i va afegir que Marchena ha interrogado e investigado de manera humillante el patrimonio de Garzón y su familia para acabar concluyendo que el supuesto delito está prescrito, lo que ya se sabía desde el principio.
L'estiu de 2018 es va conèixer el cas de la filla de Marchena, també conegut com a cas Marchenagate. Sofia Marchena, que havia aprovat les oposicions a la carrera judicial, va suspendre el curs de funcionària en pràctiques a l'Escola Judicial a causa d'una malaltia. El desembre de 2017, el Consell General del Poder Judicial, a proposta de la direcció de l'Escola Judicial, va decidir que Sofía Marchena es pogués reincorporar a la promoció d'aspirants a la carrera fiscal. Una decisió insòlita que implicava la modificació de les places de fiscals i les partides assignades en els pressupostos generals de l'estat. Es donava la circumstància que la directora de l'Escola Judicial, Gema Espinosa, era l'esposa del jutge Pablo Llarena, magistrat de la Sala Penal presidida per Manuel Marchena i que el tinent fiscal del Suprem, Luis Navajas, hauria incomplert les seves obligacions. La filla de Marchena, que havia triat ser jutge i després va elegir ser fiscal, va poder fer un canvi que mai abans s'havia permès fer a ningú.
L'octubre de 2018, Marchena va presidir la Sala de Admisión del Tribunal Suprem que va rebutjar investigar el líder del Partit Popular, Pablo Casado, pel suposat tracte de favor rebut en l'obtenció del màster cursat a la Universitat Rey Juan Carlos l'any 2008-2009. La jutge instructora del cas demanava que es processés Casado perquè considerava provat que li havien regalat el màster a manera de prebenda per la seva rellevància política, però el Suprem, tot i veure-hi indicis de tracte de favor, va ordenar l'arxivament del cas.
El 19 de novembre de 2019, Manuel Marchena va fer públic un comunicat en el qual es descartava com a futur president del Tribunal Suprem i del CGPJ. També anunciava la seva decidida voluntat de no ser considerat candidat per ocupar aquests càrrecs. El detonant d'aquest comunicat va ser la filtració d'un missatge de WhatsApp del senador del partit popular, Ignacio Cosidó, dirigit als 146 senadors del PP, en el qual es mostrava satisfet del pacte acordat amb el PSOE per a la renovació dels membres del poder judicial amb Manuel Marchena de president i ho justificava, referint-se a Marchena, d'aquesta manera: «ponemos un presidente excepcional (…) y además controlando la Sala Segunda desde detrás».
El febrer de 2020, el Tribunal Constitucional va anul·lar la condemna que el Tribunal Suprem havia imposat al líder del grup musical Def con Dos, César Strawberry. El cantant havia estat absolt en primera instància per l'Audiència Nacional, però el recurs del ministeri fiscal va ser admès a tràmit pel Suprem i la sala penal, amb Manuel Marchena com a ponent, el va condemnar a un any de presó i a sis d'inhabilitació per enaltiment del terrorisme. La sentència del Constitucional va establir, amb onze vots a favor i un en contra, que la resolució imposada pel Suprem vulnerava el dret a la llibertat d'expressió del cantant i que els seus tuits no podien ser perseguits penalment.
El 4 de juliol de 2022, una nova polèmica es va encetar quan la secció de dret penal de l'Il·lustre Col·legi de l'Advocacia de Barcelona (ICAB) el va convidar al col·legi com a ponent estrella de la xerrada «Intel·ligència artificial i dret penal», moderada pel president de la secció i advocat espanyolista Miguel Capuz i la lletrada Clara Martínez Nogués. Un gran rebuig popular va convocar a nombroses entitats davant la seu, com ara l'Assemblea Nacional Catalana i Òmnium Cultural, així com els col·lectius jurídics i defensors dels drets civils Coordinadora de l'Advocacia de Catalunya, Constituïm, Associació d'Advocats Voluntaris, Juristes pels Drets Humans del Maresme, Associació Atenes de Juristes pels Drets Civils, Juristes per la República, Associació Catalana per la Defensa dels Drets Humans, Drets, Querellants per la República, Associació d'Advocats d'Osona en Defensa dels Drets Humans, Juristes per les Llibertats, Comissió de Defensa de l'ICAB, Comissió de Dones Advocades de l'ICAB i Societat Catalana d’Estudis Jurídics, els quals van fer la crida a manifestar-se en toga judicial. Un gran nombre de detractors del ponent de la xerrada es van aplegar a l'exterior de l'edifici, i van cridar consignes com «Cap lliçó de l'opressor» o «Marchena a la presó», mentre que es va haver d'habilitar un cordó policial per a garantir l'accés a l'acte, fins i tot l'arribada i la sortida de Marchena va causar grans tensions d'ordre públic. Al seu torn, juristes crítics es van manifestar enmig de la xerrada amb crits de «vergonya!» i el lliurament d'un documentació que acredita el seu paper com a prevaricador.
El 9 de juny de 2023, el militant ultradretà Alberto Royuela Fernández i Juan Martínez Grasa van denunciar-lo, juntament amb els seus dos fills, a l'Agència Estatal de l'Administració Tributària per haver rebut il·lícitament un total de 10 milions d'euros provinents del banc BGL de Luxemburg. Concretament, hauria rebut 5 milions d'euros en 100 depòsits de 50.000 euros; el seu fill Manuel Marchena Perea 2,5 milions d'euros en 50 depòsits de 50.000 euros; i la seva filla Sofía Marchena Perea uns altres 2,5 milions d'euros en 50 depòsits de 50.000 euros.
El gener de 2024, el Tribunal Constitucional va atorgar l'empara a l'exdirigent de Podemos, Alberto Rodríguez, que havia estat condemnat pel Tribunal Suprem, en sentència dictada pel jutge Marchena, a un mes i quinze dies de presó que va substituir per una multa i una pena accessòria d'inhabilitació especial per al dret de sufragi passiu de 45 dies. Després de la sentència, la presidenta del Congrés, Meritxell Batet, li va retirar l'acta de diputat.
El gener de 2024, el Tribunal Constitucional va admetre el recurs d’empara de l’ex-portaveu de Batasuna, Arnaldo Otegi, contra la decisió del Tribunal Suprem de repetir el judici del cas Bateragune, El Tribunal Europeu de Drets Humans va concloure el 2018 que l’Audiència espanyola va vulnerar els drets fonamentals d’Otegi durant el judici en que fou condemnat per un delicte de pertinença a ETA. Va estar empresonat sis anys i mig a la presó de Logronyo i va complir una condemna de deu anys d’inhabilitació. El jutge Marchena, en contra de la seva pròpia doctrina, havia sentenciat que calia repetir el judici del cas Bateragune.

## Publicacions
Obres individuals
- El ministerio fiscal, su pasado y su futuro.  Madrid: Marcial Pons, 1992. ISBN 84-7248-131-X.
- Código penal de 1995 : un año de vigencia en la doctrina del Tribunal Supremo, Audiencias Provinciales y Fiscalía General del Estado.  Granada: Comares, 1997. ISBN 84-8151-476-4.
- El delito de robo en el Código Penal de 1995 : jurisprudencia del Tribunal Supremo y de las Audiencias Provinciales..  Madrid: Editorial Colex, 1998. ISBN 84-7879-399-2.
- La reforma de la Ley de enjuiciamiento criminal en 2015.  Madrid: Ediciones Jurídicas Castillo de Luna, D.L. 2015. ISBN 978-84-942764-5-3.

Obres col·lectives
- Lozano-Higuero Pinto, Manuel.; Marchena, Manuel. La vulneración de los derechos fundamentales en el procedimiento abreviado y el principio de saneamiento en el proceso penal.  Granada: Comares, D.L. 1994. ISBN 84-8151-053-X.
- Arnaldo, Enrique; Conde-Pumpido, Cándido; López-Muñoz, Gustavo; Marchena, Manuel. Manual del jurado.  Madrid: El Consultor de los Ayuntamientos y de los Juzgados, 1996. ISBN 84-7052-249-3.
- Marchena, Manuel.; Moreno Verdejo, Jaime. El delito de robo en el Código Penal de 1995.  Madrid: Editorial Colex, 1998. ISBN 84-7879-399-2.
- Moreno Verdejo, Jaime.; Marchena Gómez, Manuel. El Delito de apropiación indebida en el código penal de 1995 : jurisprudencia del Tribunal Supremo y de las Audiencias Porvinciales..  Madrid: Editorial Colex, 1998. ISBN 84-7879-417-4.
- Dorrego de Carlos, Alberto; Marchena Gómez, Manuel. Régimen jurídico de la prisión provisional.  Pozuelo de Alarcón (Madrid): Sepín, [2004]. ISBN 84-95762-04-8.
- Rives, Antonio Pablo.; Marchena, Manuel; del Moral, Antonio; Lanzarote, Pablo Alfonso; Moreno, Jaime. La prueba en el proceso penal doctrina de la Sala Segunda del Tribunal Supremo. 4a. ed.  Cizur Menor, Navarra: Thomson Aranzadi, 2008. ISBN 978-84-8355-540-8.
- Marchena, Manuel; Gómez-Jara Díez, Carlos; Maza Martín, José Manuel. Persuadir y razonar : estudios jurídicos en homenaje a José Manuel Maza Martín.  Cizur Menor (Navarra): Thomson Reuters Aranzadi, 2018. ISBN 978-84-1308-297-4.
- Colmenero, Miguel; Encinar, Miguel Ángel; Marchena, Manuel; Moreno, Jaime; Torres-Dulce, Eduardo. Código penal : concordancias, comentarios y jurisprudencia. 1ª ed. 2018.  Madrid: Edisofer, 2018. ISBN 978-84-15276-69-2.

## Distincions
- 2006. Guanyador del vintè Premio La Ley de Artículos Doctrinales concedit per l'editorial jurídica La Ley de la fundació Wolters Kluwer.[49]
- 2013. Gran Creu de l'Orde de Sant Ramon de Penyafort concedit pel Ministeri de Justícia.[50]
- 2017. Premi a la Excelencia y Calidad en la Justicia concedit pel Consejo General de Procuradores de España.[51]
- 2018. Premi al Mérito Social en Pro de la Justicia concedit pel Consejo General de Graduados Sociales.[52]
- 2018. Premi de la Asociación de Letrados por un Turno de Oficio Digno (ALTODO).[53]
- 2018. Premi «Puñetas de Oro» de la Asociación de Comunicadores e Informadores Jurídicos (ACIJUR).[54]
- 2019. Premi Confilegal 2019 a la categoria Independencia per haver conduït i enjudiciat el denominat cas 'procés' en el Tribunal Suprem.[55]